# تامی جنسیس
جنسیس یاسمین موهانراج (به انگلیسی: Genesis Yasmine Mohanraj) که بیشتر با نام هنری تامی جنسیس (به انگلیسی: Tommy Genesis) شناخته می‌شود، رپر کانادایی می‌باشد. در سال ۲۰۱۶ مجلهٔ دیزد وی را «شورشی‌ترین ملکهٔ رپ زیرزمینی اینترنت» خواند. موسیقی جنسیس سبک تجربی را در برمی‌گیرد و اغلب دارای اشعار جنسی است.